# محوري (تبن)

تعديل مصدري - تعديل

محوري هي إحدى قرى عزلة الحوطة بمديرية تبن التابعة لمحافظة لحج، بلغ تعداد سكانها 317 نسمة حسب تعداد اليمن لعام 2004.